# Camille Lopez
Pour les articles homonymes, voir Lopez.

a Compétitions nationales et continentales officielles uniquement.

b Matchs officiels uniquement.
Dernière mise à jour le 24 juin 2025.
Camille Lopez, né le 3 avril 1989 à Oloron-Sainte-Marie, est un joueur international français de rugby à XV évoluant au poste de demi d'ouverture. Il a joué pour le SA Mauléon, l'Union Bordeaux Bègles, l'USA Perpignan, l’ASM Clermont Auvergne et   l'Aviron bayonnais.
Avec l'ASM Clermont Auvergne, il devient champion de France en 2017 et remporte le Challenge européen en 2019.

## Carrière

### Débuts
Basque, il naît à Oloron-Sainte-Marie, en Béarn, le 3 avril 1989. Enfant, il vit à une vingtaine de kilomètres de là, à Chéraute, commune basque où se trouve le stade Marius-Rodrigo du SA Mauléon. C'est là que joue son frère Sébastien, de quatre ans son aîné, et c'est là qu'il découvre le rugby à l'âge de six ans. Avec Mauléon, il est champion de France cadets Teulière en 2006, puis champion de France juniors Balandrade en 2007. Attaché à son club, il décline diverses propositions (Section paloise, US Dax, pôles espoir du Stade toulousain et de l'Aviron bayonnais) jusqu'en 2009. Durant la saison 2008-2009, il joue trois-quarts centre dans l'équipe première de Mauléon, en Fédérale 1.
Au printemps 2009, il est repéré par Vincent Etcheto et Laurent Marti, entraîneur et président de l'Union Bordeaux Bègles, club évoluant alors en Pro D2. Lopez a « des appuis, dit Etcheto, un bon pied gauche, du caractère, mais pas le physique » :  il accuse en effet 96 kg pour 1,75 m. Il signe à l'UBB. Là, sous la houlette du préparateur physique Ludovic Loustau, il perd une dizaine de kilos en un an, pour se stabiliser à 86 kg. C'est dans ce nouveau club qu'il va s'imposer à l'ouverture. Durant la saison 2009-2010, il joue en espoirs. Il intègre l'équipe première la saison suivante, et participe à la montée en Top 14 en 2011.

### Progression et affirmation (2009-2014)
En juin 2012, il participe à la tournée des Barbarians français au Japon pour jouer deux matchs contre l'équipe nationale nippone à Tokyo. Les Baa-Baas l'emportent 40 à 21 puis 51 à 18. En novembre 2012, il est de nouveau sélectionné avec les Barbarians français pour affronter le Japon au Stade Océane du Havre. Les Baa-Baas l'emportent 65 à 41.
Après quatre saisons passées à l'UBB, il s'engage avec l'USA Perpignan en 2013. Le 8 juin, à l'Eden Park d'Auckland, il est titulaire pour la première fois en équipe de France, contre les All Blacks. Avec l'USAP, il ne joue que treize matchs, car il est victime le 17 décembre d'une rupture du ligament croisé antérieur du genou droit. À la suite de la relégation de son club en Pro D2 pour la saison 2014-2015, Camille Lopez signe un contrat de 3 ans en faveur de l'ASM Clermont Auvergne. Il déclare avant tout qu'il est là « pour progresser ».

### À Clermont et au XV de France (2014-2022)

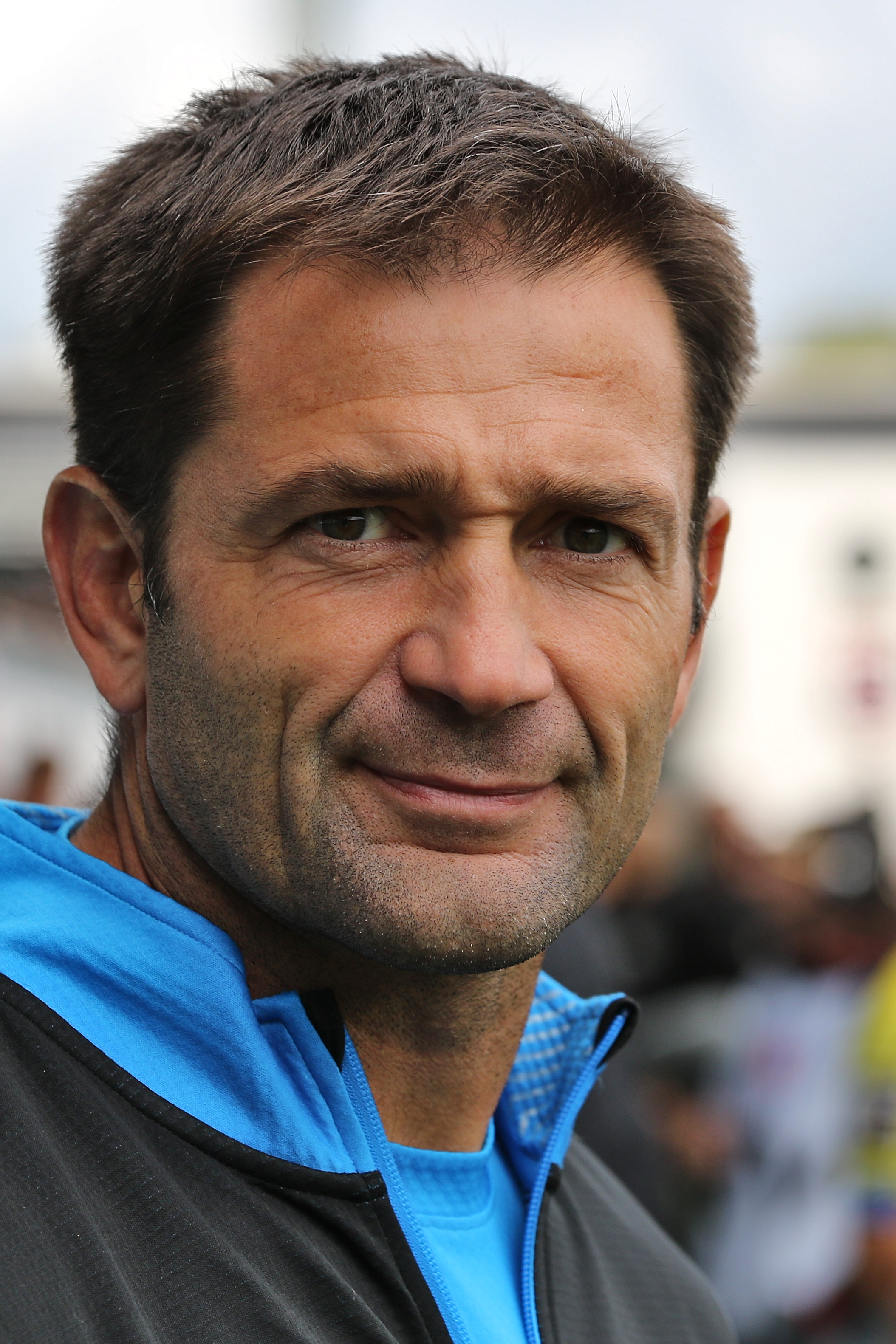
Franck Azéma, ici en 2015, est l'entraîneur de Camille Lopez de 2014 à 2021.

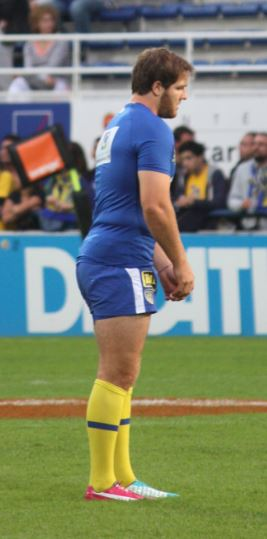
Camille Lopez, à l'entrainement, se préparant à tirer une pénalité sous le maillot de l'ASM Clermont en 2014.

Il connaît sa première titularisation dans un match opposant l'ASM au CA Brive (victoire des auvergnats 6-21). Dans un match de Top 14 contre le Stade rochelais, il inscrit son premier essai sous le maillot jaune et bleu. Auteur de bonnes prestations, il devient un titulaire indiscutable au point d'éclipser l'ouvreur emblématique Brock James. D'ailleurs, il sera titulaire lors des 6 matchs de phase de poules de la Coupe d'Europe 2015. Ses bons matchs avec l'ASM lui permettent de retrouver l'équipe de France pour laquelle il n'avait plus joué depuis le 22 juin 2013. Ainsi, lors de la tournée de novembre, Camille Lopez se retrouve titulaire pour le premier match contre les Fidji, associé au toulonnais Sébastien Tillous-Borde à la charnière. Durant ce match, il se distingue notamment par ses 13 points au pied et par sa diagonale au pied à l'origine du premier essai français. Lors du deuxième test-match contre l'Australie, il est de nouveau titulaire au poste de demi d'ouverture. Pendant la rencontre il inscrit 16 points (4 pénalités et 2 transformations, à 6/7 dans ses tentatives) pour une victoire de prestige 29-26 contre les Wallabies. Les Bleus disputent un dernier test-match contre l'Argentine. Camille Lopez y est de nouveaux titulaire mais ne peut éviter la défaite de son équipe 13-18.
Lors du premier match du Tournoi des Six Nations contre l'Écosse, il est titulaire à l'ouverture aux côtés de Rory Kockott et contribue au succès français (15-8) en inscrivant 15 points (5 pénalités). Il est d'ailleurs élu homme du match.Contre l'Irlande lors de la deuxième journée, il inscrit 6 points mais rate deux coups de pied (1 pénalité et 1 transformation). Globalement, sur ce match, il ne se montre pas très à son avantage, alternant les mauvais choix et les passes et coups de pied mal ajustés. La France s'incline finalement 18-11. Il réalise de nouveau un match assez médiocre contre le Pays de Galles, avec un jeu au pied déficient (deux tirs au but ratés), une pénalité concédée et 3 plaquages ratés pour une défaite 13-20. Malgré ces mauvais matchs, il conserve sa place de titulaire pour le match face à l'Italie, s'appuyant sur la confiance de Philippe Saint-André et du staff. Il joue une mi-temps où il inscrit 2 pénalités avant de se blesser au genou et d'être remplacé par Jules Plisson. À l'approche du Crunch, il décide de déclarer forfait pour mettre au repos son genou blessé (une blessure évaluée à 4 à 6 semaines d'indisponibilité par le staff médical de l'ASM). Philippe Saint-André remet en question sa décision, expliquant que le staff médical de l'Équipe de France l'avait décrété apte à jouer. Finalement, la confiance que vouait le sélectionneur à son joueur se brouille. D'ailleurs, Camille Lopez n’apparaît pas dans la liste des 36 pré-sélectionnés pour la Coupe du monde.

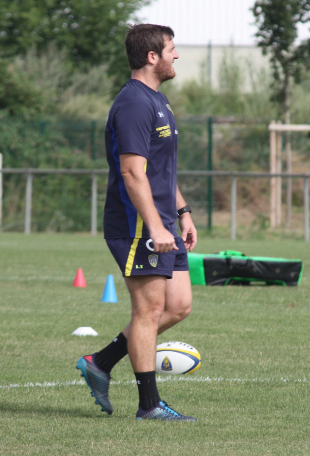
Camille Lopez à l'entrainement sous le maillot de l'ASM Clermont Auvergne en 2017.

Le tournoi fini, Camille Lopez retrouve son club pour disputer le top 14 et les phases finales de l'European Rugby Champions Cup. Il fait son retour lors de la 23e journée de Top 14 contre le Castres olympique, associé à Morgan Parra à la charnière. Il dispute la finale d'European Rugby Champions Cup contre le RC Toulon, profitant du forfait de dernière minute de Brock James. Il inscrit 2 pénalités et 1 transformation dans le match mais ne peut éviter la défaite de son équipe 18-24. Camille Lopez joue ensuite deux autres matchs de Top 14 avant de se blesser. Globalement, ses matchs sont assez décevant au vu de ceux de sa première moitié de saison. Son jeu au pied est déficient et il n'a plus la même influence dans le jeu[réf. nécessaire]. Il retrouve les terrains pour la demi-finale de Top 14 contre le Stade toulousain, match gagné 18-14. En finale contre le Stade français, il est titulaire et inscrit 3 points (1 pénalité) après deux coups de pied ratés de Morgan Parra. Toutefois, son équipe s'incline à nouveau sur le score de 6-12, perdant sa deuxième finale de la saison.
Non retenu pour la Coupe du monde de rugby 2015, Camille Lopez réalise un bon début de saison avec l'ASM. Titulaire régulier en Top 14 comme en Coupe d'Europe où il débute les 6 matchs disputés par son équipe, il s'impose comme l'ouvreur no 1 de son club. Il termine sa saison avec 156 points marqués en 26 matchs disputés.
En 2016, il est conforté au poste d'ouvreur après le départ de Brock James à La Rochelle. Au mois d'août de la même année, il signe une prolongation de contrat avec l'ASM Clermont Auvergne pour trois années supplémentaires, le liant au club auvergnat jusqu'en juin 2020. Auteur d'un bon début de saison 2016-2017 sous le maillot clermontois, l'ouvreur est rappelé en équipe de France dans le cadre des test-matchs de novembre par le nouveau sélectionneur Guy Novès afin de pallier l'absence de François Trinh-Duc, blessé lors du premier match. Remplaçant face à l'Australie lors du deuxième test match, il dispute les 20 dernières minutes de la rencontre. En fin de match, alors que le score est de 23-25 en faveur des Wallabies, il rate le drop de la victoire. Il effectue le troisième match de la tournée de novembre face aux All Blacks où l'équipe de France s'incline 24 à 19. Il est appelé pour le Tournoi des Six Nations 2017 et participe au premier match face à l'Angleterre, l'équipe de France s'inclinant à nouveau de peu 19 à 16. La semaine suivante, il inscrit 17 des 22 points de la France contre l'Écosse pour une victoire difficile 22-16. Lors du troisième match du tournoi, face à l'Irlande, il inscrit 9 points au pied mais ne peut éviter la défaite de son équipe 19-9. Le sélectionneur lui renouvelle néanmoins sa confiance pour les deux derniers matchs, faisant ainsi de son association avec Baptiste Serin la seule charnière titulaire du XV de France sur ce tournoi. À l'issue du tournoi, il totalise 67 points marqués (17 pénalités, 8 transformations, 89 % de réussite) faisant de lui le meilleur réalisateur de la compétition. Le dernier Français à avoir réalisé cette performance était Gérald Merceron en 2002. Il est par ailleurs nommé pour le titre de meilleur joueur du tournoi aux côtés de son compatriote Louis Picamoles et fini 11e à l'issue du vote. Le tournoi fini, il dispute avec Clermont le quart de finale de Coupe d'Europe remporté 29-9 contre le RC Toulon et se distingue en inscrivant un drop. En demi-finale contre le Leinster, il réalise à nouveau un très bon match en inscrivant deux drops décisifs pour une victoire historique de l'ASM 27-22. Il perd cependant la finale contre les Saracens (28-17). L'ouvreur est par ailleurs nommé pour le prix du joueur européen de l'année mais la récompense est finalement attribuée à Owen Farrell. Il dispute ensuite la demi-finale de Top 14 avec l'ASM contre le Racing 92 et se montre décisif en inscrivant deux essais. Une semaine plus tard, il devient champion de France pour la première fois à la suite de la victoire de son club 22-16 en finale contre le RC Toulon, symbolisant une saison aboutie. L'ouvreur est d'ailleurs reconnu comme le meilleur ouvreur de la saison 2016-2017 en championnat par les sites Rugbyrama et Midi-olympique.fr.
En juin 2017, l'encadrement du XV de France l'intègre dans la liste Élite des joueurs protégés par la convention FFR/LNR pour la saison 2017-2018.
Le 21 octobre 2017, il se blesse gravement en se fracturant la malléole lors du match de Champions Cup Clermont-Northampton ce qui le rend indisponible durant plusieurs mois. Il fait son retour en mars 2018 lors du match de Top 14 Toulon-Clermont.
Auteur d'un très bon début de saison 2019 avec l'ASM aussi bien en Top 14 qu'en Challenge européen, Camille Lopez retrouve l'équipe de France et dispute les trois matchs de la tournée de novembre 2018 contre l'Afrique du Sud, l'Argentine et les Fidji. La France perd néanmoins deux matchs sur trois dont une défaite historique contre les Fidji (14-21). 
Il fait partie de la sélection de Jacques Brunel en vue du Tournoi des Six Nations 2019 et dispute le match d'ouverture contre le Pays de Galles, associé à son coéquipier de club Morgan Parra à la charnière. Le demi d'ouverture inscrit 2 pénalités et 1 drop sans pour autant éviter une nouvelle défaite de l'équipe de France 19-24. Face à l'Angleterre, il est reconduit à l'ouverture par Jacques Brunel mais ne parvient pas à tirer son épingle du jeu dans une équipe de France complètement dépassée par la vitesse et la précision des Anglais qui s'imposent largement (44-8). À la suite de cette défaite, le sélectionneur décide d'effectuer des changements en vue du match contre l'Écosse notamment à la charnière en privilégiant la jeunesse d'Antoine Dupont et de Romain Ntamack aux dépens de Morgan Parra et de Camille Lopez qui se retrouvent en tribune. La France s'impose finalement 27-10. Il n'apparaît pas non plus sur la feuille de match contre l'Irlande. Il fait finalement son retour face à l'Italie lors de la dernière journée du Tournoi sur le banc des remplaçant, mais n'entrera en jeu que pour quelques secondes en toute fin de match, attisant la polémique quant à la gestion des joueurs par le staff.
Le 10 mai 2019, il remporte son premier titre de Challenge européen contre le Stade rochelais (36-16).
Le 15 juin 2019, il s'incline avec son équipe contre le Stade toulousain (18-24) en finale de Top 14.
Il figure parmi les 31 joueurs retenus par le staff de l'Equipe de France pour participer à la Coupe du monde de rugby 2019 au Japon.
Titulaire lors des deux matchs de préparation contre l'Ecosse, il n'est que remplaçant lors du match d'ouverture contre l'Argentine, le staff de l'équipe de France lui préférant le jeune Romain Ntamack. Il est néanmoins auteur du drop qui permet à la France de reprendre la tête du match et de l'emporter. Il n'est titulaire qu'une seule fois durant le mondial, lors du match contre les Etats-Unis.

### Fin de carrière à l'Aviron bayonnais (2022-2025)
À la fin de sa première saison avec l'Aviron bayonnais, en 2022-2023, il est élu dans l'équipe type de la saison de Top 14, grâce notamment à son jeu au pieds, marquant 182 points. La saison suivante, en 2023-2024, il prolonge son contrat d'une saison supplémentaire avec Bayonne.
Il arrête sa carrière à l'issue de la demi-finale de Top 14 de la saison 2024-2025 perdue contre Toulouse.

## Statistiques

### En club
| Saison                      | Saison                      | Championnat                 | Championnat | Championnat | Championnat | Championnat | Championnat | Championnat | Coupes d'Europe    | Coupes d'Europe | Coupes d'Europe | Coupes d'Europe | Coupes d'Europe | Coupes d'Europe | Coupes d'Europe |
| Saison                      | Saison                      | Compétition                 | M           | Pts         | Ess.        | Pén.        | Tr.         | Dp.         | Compétition        | M               | Pts             | Ess.            | Pén.            | Tr.             | Dp.             |
| --------------------------- | --------------------------- | --------------------------- | ----------- | ----------- | ----------- | ----------- | ----------- | ----------- | ------------------ | --------------- | --------------- | --------------- | --------------- | --------------- | --------------- |
| 2008-2009                   | SA Mauléon                  | Fédérale 1                  | 20          | 252         | 4           | 65          | 17          | 1           | -                  | -               | -               | -               | -               | -               | -               |
| Total SA Mauléon            | Total SA Mauléon            | Total SA Mauléon            | 20          | 252         | 4           | 65          | 17          | 1           | -                  | -               | -               | -               | -               | -               | -               |
| 2009-2010                   | Union Bordeaux Bègles       | Pro D2                      | 15          | 71          | 3           | 11          | 7           | 3           | -                  | -               | -               | -               | -               | -               | -               |
| 2010-2011                   | Union Bordeaux Bègles       | Pro D2                      | 21          | 78          | 4           | 13          | 5           | 3           | -                  | -               | -               | -               | -               | -               | -               |
| 2011-2012                   | Union Bordeaux Bègles       | Top 14                      | 21          | 115         | 1           | 27          | 10          | 3           | Challenge européen | 5               | 13              | 1               | 2               | 1               | -               |
| 2012-2013                   | Union Bordeaux Bègles       | Top 14                      | 22          | 234         | 2           | 49          | 34          | 3           | Challenge européen | 2               | 2               | -               | -               | 1               | -               |
| Total Union Bordeaux Bègles | Total Union Bordeaux Bègles | Total Union Bordeaux Bègles | 79          | 498         | 10          | 100         | 56          | 12          |                    | 7               | 15              | 1               | 2               | 2               | 0               |
| 2013-2014                   | USA Perpignan               | Top 14                      | 11          | 23          | 1           | 4           | -           | 2           | Coupe d'Europe     | 2               | -               | -               | -               | -               | -               |
| Total USA Perpignan         | Total USA Perpignan         | Total USA Perpignan         | 11          | 23          | 1           | 4           | 0           | 2           |                    | 2               | 0               | 0               | 0               | 0               | 0               |
| 2014-2015                   | ASM Clermont                | Top 14                      | 14          | 110         | 1           | 24          | 15          | 1           | Coupe d'Europe     | 7               | 75              | -               | 17              | 9               | 2               |
| 2015-2016                   | ASM Clermont                | Top 14                      | 20          | 139         | 1           | 28          | 22          | 2           | Coupe d'Europe     | 6               | 17              | 1               | 2               | 3               | -               |
| 2016-2017                   | ASM Clermont                | Top 14                      | 16          | 76          | 4           | 8           | 13          | 2           | Coupe d'Europe     | 9               | 31              | 1               | 5               | 1               | 3               |
| 2017-2018                   | ASM Clermont                | Top 14                      | 10          | 42          | -           | 9           | 6           | 1           | Coupe d'Europe     | 3               | -               | -               | -               | -               | -               |
| 2018-2019                   | ASM Clermont                | Top 14                      | 19          | 39          | 1           | 4           | 8           | 2           | Challenge européen | 6               | 6               | -               | -               | -               | 2               |
| 2019-2020                   | ASM Clermont                | Top 14                      | 9           | 2           | -           | -           | 1           | -           | Coupe d'Europe     | 7               | 15              | 1               | 1               | 2               | 1               |
| 2020-2021                   | ASM Clermont                | Top 14                      | 18          | 247         | 4           | 41          | 52          | -           | Coupe d'Europe     | 3               | 35              | -               | 5               | 10              | -               |
| Total ASM Clermont          | Total ASM Clermont          | Total ASM Clermont          | 106         | 655         | 11          | 114         | 117         | 8           |                    | 41              | 179             | 3               | 30              | 25              | 8               |

#### Statistiques détaillées par compétition
| Compétitions   | Compétitions       | Matchs | Points | Essais | Saisons | Clubs                                            |
| -------------- | ------------------ | ------ | ------ | ------ | ------- | ------------------------------------------------ |
| LNR            | Top 14             | 160    | 1027   | 15     | 10      | Union Bordeaux Bègles USA Perpignan ASM Clermont |
| LNR            | Pro D2             | 36     | 149    | 7      | 2       | Union Bordeaux Bègles                            |
| FFR            | Fédérale 1         | 20     | 252    | 4      | 1       | SA Mauléon                                       |
| EPCR           | Coupe d'Europe     | 37     | 173    | 3      | 7       | USA Perpignan ASM Clermont                       |
| EPCR           | Challenge européen | 13     | 21     | 1      | 3       | Union Bordeaux Bègles ASM Clermont               |
| Total carrière | Total carrière     | 266    | 1622   | 30     | 13      |                                                  |

### En sélection
- En équipe de France[3]:
  - 28 matches
  - sélections par année : 2 en 2013 (Nouvelle-Zélande 2 fois), 3 en 2014 (Fidji, Australie, Argentine), 4 en 2015 (Écosse, Irlande, Pays de Galles, Italie), 2 en 2016 (Australie, Nouvelle-Zélande), 5 en 2017 (Angleterre, Écosse, Irlande, Italie, Écosse), 3 en 2018 (Afrique du Sud, Argentine, Fidji) et 9 en 2019 (Pays de Galles (x2), Angleterre, Italie, Écosse (x2), Argentine, États-Unis, Tonga).
  - 167 points marqués (40 pénalités, 19 transformations, 3 drops)

## Palmarès

### En club
- ASM Clermont Auvergne.
  - Finaliste de la Coupe d'Europe en 2015 et 2017
  - Finaliste du Championnat de France en 2015 et 2019
  - Vainqueur du Championnat de France en 2017
  - Vainqueur du Challenge européen en 2019

### En sélection nationale

#### Tournoi des Six nations
| Édition          | Rang | Résultats France | Résultats Camille Lopez | Matchs Camille Lopez |
| Six Nations 2015 | 4    | 2 v, 0 n, 3 d    | 2 v, 0 n, 2 d           | 4/5                  |
| Six Nations 2017 | 3    | 3 v, 0 n, 2 d    | 3 v, 0 n, 2 d           | 5/5                  |
| Six Nations 2019 | 4    | 2 v, 0 n, 3 d    | 1 v, 0 n, 2 d           | 3/5                  |

#### Coupe du monde
| Édition    | Rang               | Résultats France | Résultats Camille Lopez | Matchs Camille Lopez |
| ---------- | ------------------ | ---------------- | ----------------------- | -------------------- |
| Japon 2019 | Quart de finaliste | 3 v, 0 n, 1 d    | 3 v, 0 n, 1 d           | 4/4                  |

### Distinctions personnelles
- Oscars du Midi olympique :  Oscar d'Or 2017[47],  Oscar de Bronze en 2023[48]
- Meilleur réalisateur du Tournoi des Six Nations 2017 (67 points)
- Membre de l'équipe type du Championnat de France en 2023